# 春、バーニーズで
『春、バーニーズで』（はる、バーニーズで）は、芥川賞作家・吉田修一の連作集。文藝春秋刊。
作中ではとりわけ明言されていないものの、1997年に「文学界」で発表された短編『最後の息子』の主人公のその後が描かれている。都会的な日常生活のなか、ふともうひとつ別の時間に誘われてしまう一瞬に潜む、心の揺れを丹念に綴る。
2006年にWOWOWで市川準監督によってドラマ化された。

## テレビドラマ
2006年2月19日、WOWOWのドラマW枠で放映。2006年度ギャラクシー賞テレビ部門2月度月間賞受賞。第43回ギャラクシー賞奨励賞受賞。

### キャスト
- 筒井彰：西島秀俊
- 筒井瞳：寺島しのぶ
- 桜井紗江：栗山千明
- 閻魔：田口トモロヲ
- 桜井正子：倍賞美津子

### スタッフ
- 監督・脚本：市川準
- 原作：吉田修一
- プロデューサー：井上衛、井上文雄